# Anna Gosławska-Lipińska

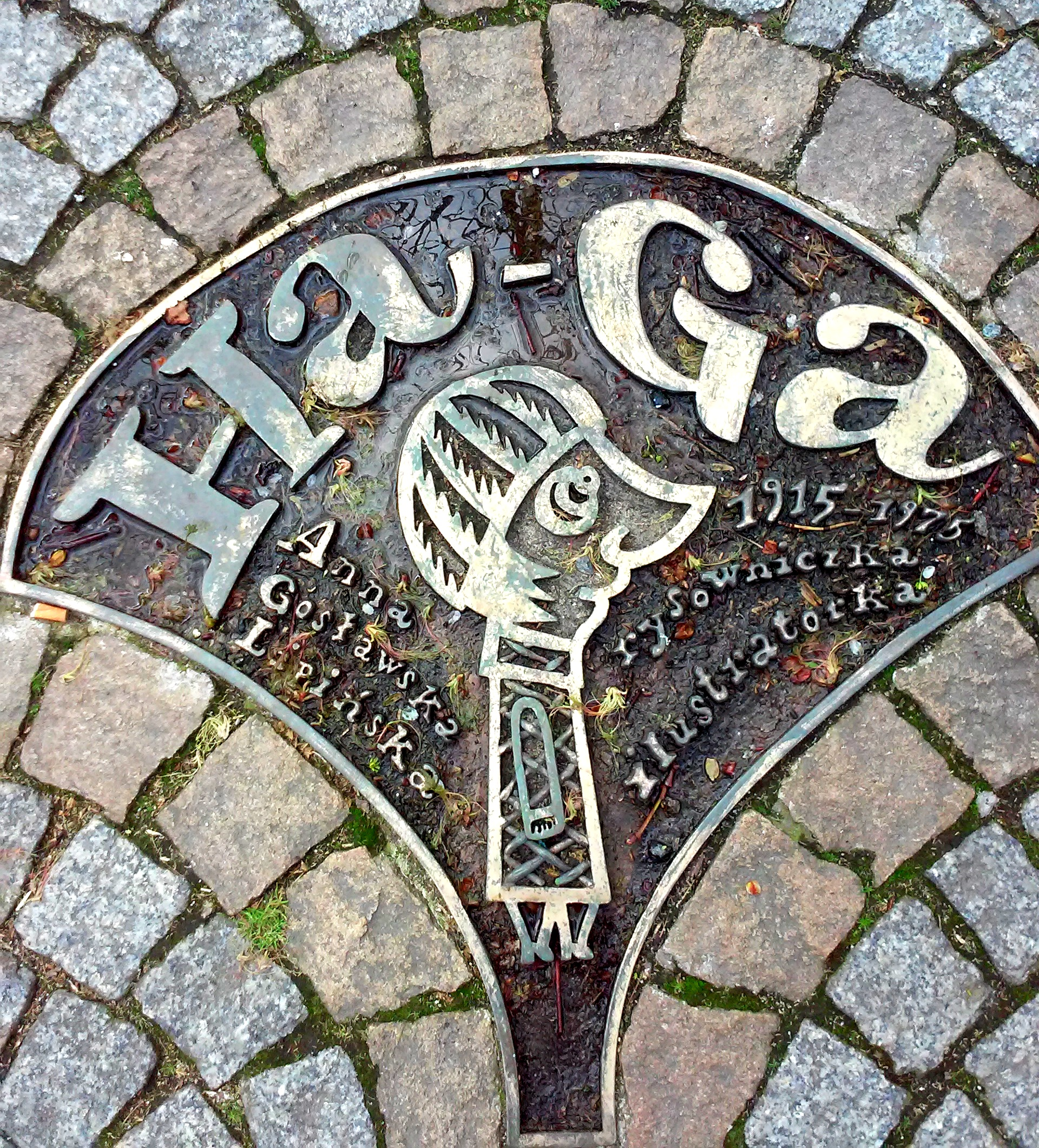
Tablica upamiętniająca Annę Gosławską-Lipińską w Alei Gwiazd Satyrykonu w Legnicy)

Anna Gosławska-Lipińska, Ha-Ga (ur. 22 października 1915 w Moskwie, zm. 14 kwietnia 1975 w Warszawie) – polska rysowniczka.

## Życiorys
Dorastała w Zielonce k. Warszawy, jej sąsiadem był jej późniejszy mąż Eryk Lipiński.
Studiowała na Akademii Sztuk Pięknych w Warszawie w pracowni prof. Miłosza Kotarbińskiego.
W 1936 debiutowała pierwszym rysunkiem w Szpilkach, podpisanym jej artystycznym pseudonimem Ha-Ga („Ha” od Hanna – imienia, którym się posługiwała, „Ga” od nazwiska; autorem pomysłu był satyryk Andrzej Nowicki). Rok później wyszła za mąż za Lipińskiego, który był współzałożycielem i redaktorem naczelnym pisma. Współpraca ze Szpilkami trwała (z przerwą na okres wojny) aż do jej śmierci w 1975 – co tydzień ukazywała się jej autorska rubryka, zawierająca dwa rysunki. W czasie wojny przebywała z mężem w Warszawie, po powstaniu warszawskim wyjechali razem na krótki czas do Zakopanego. 14 września 1946 urodziła córkę, Zuzannę.
Po wojnie kontynuowała karierę rysowniczki, publikowała swoje prace m.in. w Przekroju, Expressie Wieczornym, Stolicy, niemieckim Eulenspieglu, radzieckim Krokodilu i francuskim L’Humanité Dimanche. Projektowała plakaty i ilustrowała książki oraz czasopisma dla dzieci (m.in. Zosię Samosię Juliana Tuwima; regularnie współpracowała ze Świerszczykiem), wykonywała również rysunki reklamowe.
W uznaniu zasług dla kultury odznaczono ją Orderem Odrodzenia Polski, była też laureatką wielu nagród branżowych.
W latach 50. rozwiodła się z Erykiem Lipińskim. Zmarła nagle 14 kwietnia 1975. W maju 2008 jej córka Zuzanna Lipińska wraz z plastyczką Anną Niesterowicz zorganizowała jej wielką wystawę retrospektywną w warszawskim Muzeum Karykatury.
Została pochowana na cmentarzu Wojskowym na Powązkach (kw. A36, rząd 4, grób 3).